# 에스바이오메딕스
주식회사 에스바이오메딕스(S. Biomedics Co. Ltd.)는 대한민국의 질환특이적 세포치료제 개발 기업이다. 본사는 서울 성동구 성수이로26길 28, 4층에 위치해 있으며 대표는 김동욱, 강세일 공동대표이다.

## 상장
2023년 5월 4일 공모가 1만 8,000원에 미래에셋증권을 주관사로 상장하였다.

## 자회사
- 에스테팜: 항노화 미용성형 제품을 제조 판매하고 있다.

## 유사회사
- 유한양행
- 녹십자
- 종근당

## 같이 보기
- 줄기세포
- 파킨슨병

## 참고문헌
1. ↑  이권구, 에스바이오메딕스, 국제줄기세포학회서 2개 상 동시 수상, 제약뉴스, 2023년 7월 13일
2. ↑  권혁진, 에스바이오메딕스, 파킨슨병 세포치료제 임상 '국가 과제' 선정, 약업신문, 2023년 5월 8일
3. ↑  정민구, 에스바이오메딕스, 파킨슨병 치료제 뇌 이식 성공 소식에 상한가 마감, 바이오타임즈, 2023년 9월 26일
4. ↑  정기종, 강세일 에스바이오메딕스 대표 "세포치료제 기술수출 원년 자신", 머니투데이, 2024년 4월 24일
5. ↑  황진중, 에스바이오, 첫날 공모가 5%↑...신규 상장사들 선방, 데일리팜 , 2023년 5월 6일
6. ↑  신현아, 상장 6개월 만에 주가 급락…위기의 에스바이오메딕스 '탈출구'는 -신현아의 IPO그후, 한국경제, 2023년 11월 8일